# Dorothy Appleby
Dorothy Appleby (Portland, 6 gennaio 1906 – Hicksville, 9 agosto 1990) è stata un'attrice statunitense.
Ha lavorato in cortometraggi con The Three Stooges e Buster Keaton.

## Filmografia parziale
- L'idolo delle donne (The Prizefighter and the Lady), regia di W. S. Van Dyke (1933) - non accreditata
- L'uomo dai due volti (Charlie Chan in Paris), regia di Lewis Seiler (1935)
- Riffraff, regia di J. Walter Ruben (1936)
- North of Nome, regia di William Nigh (1936)
- Paradise Express, regia di Joseph Kane (1937)
- Buona notte amore! (Make a Wish), regia di Kurt Neumann (1937)
- Invito alla felicità (Small Town Boy), regia di Glenn Tryon (1937)
- Ombre rosse (Stagecoach), regia di John Ford (1939) - non accreditata
- Vigilia d'amore (When Tomorrow Comes), regia di John M. Stahl (1939) - non accreditata
- Donne (The Women), regia di George Cukor (1939) - non accreditata
- Una pallottola per Roy (High Sierra), regia di Raoul Walsh (1941) - non accreditata
- Fulminati (Manpower), regia di Raoul Walsh (1941)